# Tibshelf
Tibshelf est une paroisse civile et un village du Derbyshire, en Angleterre.